# سليمان صندل
سليمان صندل حقار (مواليد 1966 ، الطينة، دارفور) سياسي سوداني والأمين السياسي لحركة العدل والمساواة السودانية والقيادي بالجبهة الثورية. 
درس الثانوية في مدرسة الفاشر الثانوية وبعدها التحق بجامعة القاهرة لدراسة الحقوق *القانون*.
والتحق أيضا بالكلية الحربية وتخرج منها ضابطا.